# أبو حمد

موقع أبو حمد

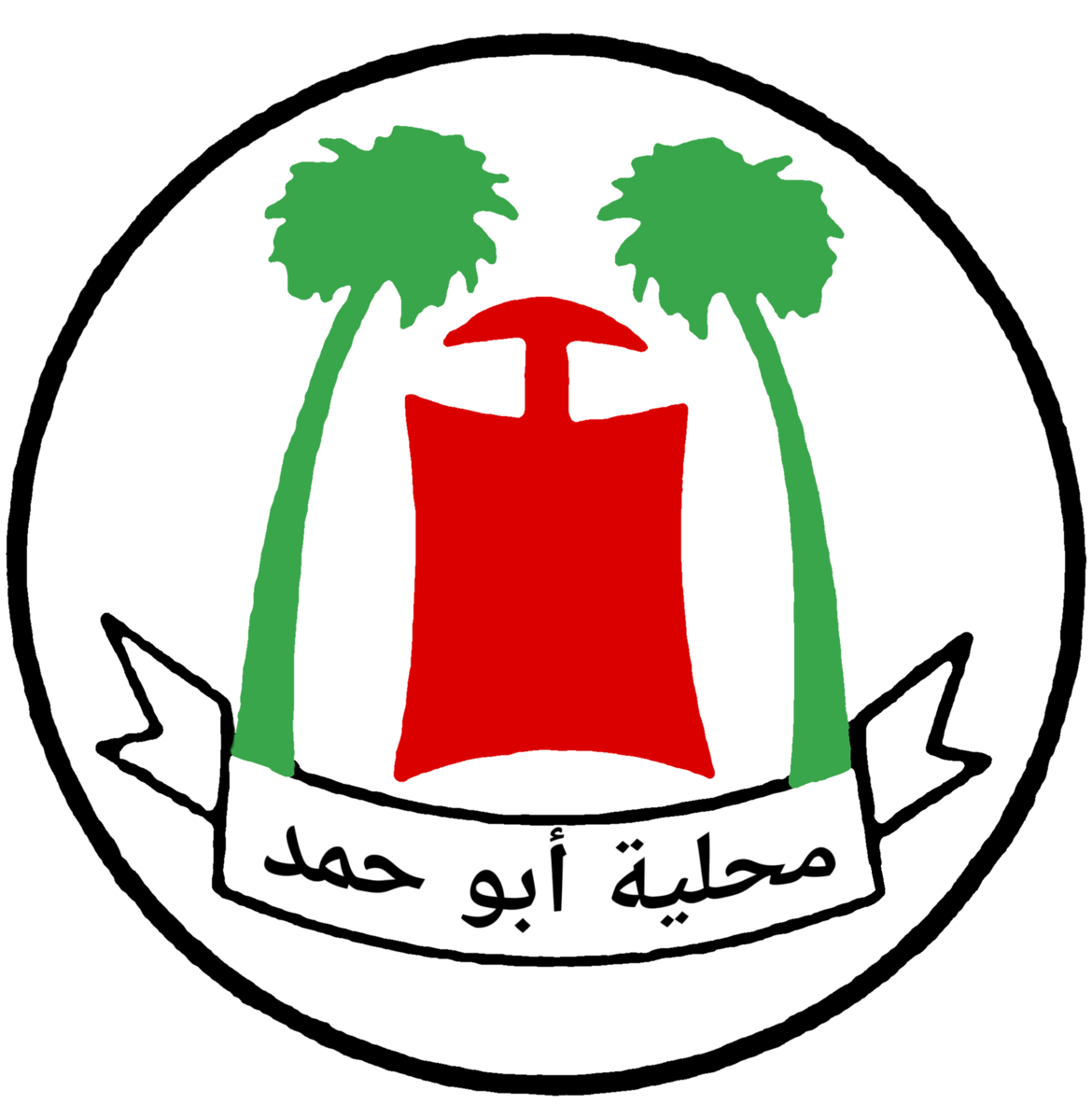
محلية أبو حمد

أبو حمد هي مدينة سودانية في ولاية نهر النيل تبعد 538 كيلو شمال الخرطوم، سكانها من قبيلة الرباطاب الجعلية. تعتمد على الجزيرة مقرات والجزر حولها في كثير من الأشياء (الخضروات بأنواعها، وبعض المعادن، وبعض الآثار) وهي توجد في منحنى نهر النيل في شكل هلال. وتوجد بها سكة حديد وطرق معبدة ومطار صغير .

## النشاط الاقتصادي
غالبية أهلها والذين ينتمون لقبيلة الرباطاب يعملون بالزراعة، ولكن في العقد الأخير ازدات الهجرة الداخلية للمدينة بسبب التعدين العشوائي ما أثّر على التركيبة السكانية، وارتفاع معدلات التضخم الاقتصادي .

## جزرها
ومن أشهر جزرها وأكبرها الجميلة الرائعة الخلابة التي تسحرك بمناظرها الجزيرة مقرات روعة الخالق الذي أبدعها وشكلها ذات المناظر الطبيعية التي قلّما توجد في السودان. وأيضا جزيرة كجي وكجنقيلي وقعيوه ونوري ويوكل وحجر أبوزيد
فلي كول وعدد جزرها قيل أنه 99 جزيرة.
والجزيرة كجي لها بعض الجزر الزراعية مثل البسيقة والرملة الفوق وأم شعاف ويوكل .

## قراها
أكبر الأحياء وأشهرها حى مربع واحد وتنقسم إلى عده أحياء. مربع واحد ـ مربع 2 ـ حي المستشفى ـ القلعة ـ مربع 3 و 4 و 5. القوز ـ السليم - المركز القديم - القوزشرق.
بها عدة أسواق هي: السوق الكبير(السوق التحت) _سوق الجزيرة والسوق الصغير(السوق الفوق) وسوق الجمارك.[بحاجة لمصدر]